# بن آب (دهسرد)
بن آب (بالفارسية: بن‌آب) هي قرية تقع في إيران في قسم دهسرد الريفي. يقدر عدد سكانها بـ 67 نسمة .